# Glavočić zuban
Glavočić zuban (lat. Deltentosteus collonianus) riba je iz porodice glavoča (lat. Gobiidae). Ova vrsta naraste do 7,0 cm duljine, a živi u priobalnom pojasu na dnu prekrivenom travom i algama, na dubinama od 10 do 120 metara. Hrani se raznim otpacima, malim beskralježnjacima i drugim malim živim bićima. Tijelo mu je crvenkasto-narančast-žućkaste boje, slično glavoču četveropjegom (lat. Deltentosteus quadrimaculatus), a razlikuju se po crnoj pjegi na zubanovoj leđnoj peraji. 

## Rasprostranjenost
Glavočić zuban živi u Mediteranu, te u malom dijelu istočnog Atlantika, od južnih obala Portugala pa do Gibraltara.

## Vanjske poveznice
|  | Wikivrste imaju podatke o taksonu Deltentosteus collonianus |